# Zygia ampla
Zygia ampla är en ärtväxtart som först beskrevs av George Bentham, och fick sitt nu gällande namn av Henri François Pittier. Zygia ampla ingår i släktet Zygia och familjen ärtväxter. IUCN kategoriserar arten globalt som livskraftig. Inga underarter finns listade i Catalogue of Life.